# Laurent Lambert

a Compétitions nationales et continentales officielles uniquement.

b Matchs officiels uniquement.
Laurent Lambert, né le 15 avril 1908 à Avignon et mort le 23 mars 2004 à Tarascon, est un joueur français de rugby à XIII.
Est Pionnier (Galia's boy) qui ne donne pas droit à la qualité d'International.

## Famille
Laurent Henri Lambert naît le 15 avril 1908 à Avignon (Vaucluse) . Son père, Gaston Lambert (1876-?), est employé de commerce, et sa mère, Marie Paradi (1883-?), sans profession. Il a une sœur : Thérèse (1905-1983). Il se marie le 17 avril 1937 à Marie Delpuech, à la mairie d'Avignon. Il décède le 23 mars 2004 à Tarascon.

## Palmarès

### Rugby à XV

#### Statistiques en club
| Saison  | Saison     | Championnat             | Championnat |
| Saison  | Saison     | Comp.                   | Class.      |
| ------- | ---------- | ----------------------- | ----------- |
| 1930-31 | SO Avignon | Championnat de Provence |             |
| 1931-32 | SO Avignon | Championnat de Provence |             |
| 1932-33 | SO Avignon | Championnat de Provence |             |
| 1933-34 | SO Avignon | Championnat de Provence |             |

### Rugby à XIII
- Collectif : 
  - Vainqueur de la Coupe de France : 1935 (Lyon).

#### Détails en sélection
| 1. | 15 avril 1934    | Angleterre     | 21-32 | Test-match     | Ailier | 3 | 1 | - | - |
| 2. | 23 novembre 1935 | Pays de Galles | 7-41  | Coupe d'Europe | Ailier | - | - | - | - |

#### Statistiques
| Saison    | Saison               | Championnat           | Championnat | Coupe           | Coupe      | Sélection | Sélection | Sélection | Sélection | Sélection | Sélection |
| Saison    | Saison               | Comp.                 | Class.      | Comp.           | Class.     | Comp.     | M         | Pts       | Ess.      | Buts      | Dp.       |
| --------- | -------------------- | --------------------- | ----------- | --------------- | ---------- | --------- | --------- | --------- | --------- | --------- | --------- |
| 1934-1935 | US Lyon-Villeurbanne | Championnat de France | 3e          | Coupe de France | Vainqueur  |           | 1         | 3         | 1         | -         | -         |
| 1935-1936 | US Lyon-Villeurbanne | Championnat de France | 1/2 finale  | Coupe de France | 1/4 finale | CE        | 1         | -         | -         | -         | -         |
| 1936-1937 | US Lyon-Villeurbanne | Championnat de France | 5e          | Coupe de France | 1/4 finale |           |           |           |           |           |           |
| 1937-1938 | US Lyon-Villeurbanne | Championnat de France | 1/4 finale  | Coupe de France | 1/4 finale |           |           |           |           |           |           |
| 1938-1939 | SU Cavaillon         | Championnat de France | 10e         | Coupe de France | 1/8 finale |           |           |           |           |           |           |